# Samolubie
Samolubie (niem. Lauterhagen) – wieś w Polsce położona w województwie warmińsko-mazurskim, w powiecie lidzbarskim, w gminie Kiwity. W latach 1975–1998 miejscowość administracyjnie należała do województwa olsztyńskiego. Wieś znajduje się w historycznym regionie Warmia.

## Historia
Wieś założona w latach 1333–1342 przez wójta warmińskiego Henryka Lutra. We wsi kaplica z początku XX w., rozbudowana później do rozmiarów kościoła.

## Bibliografia

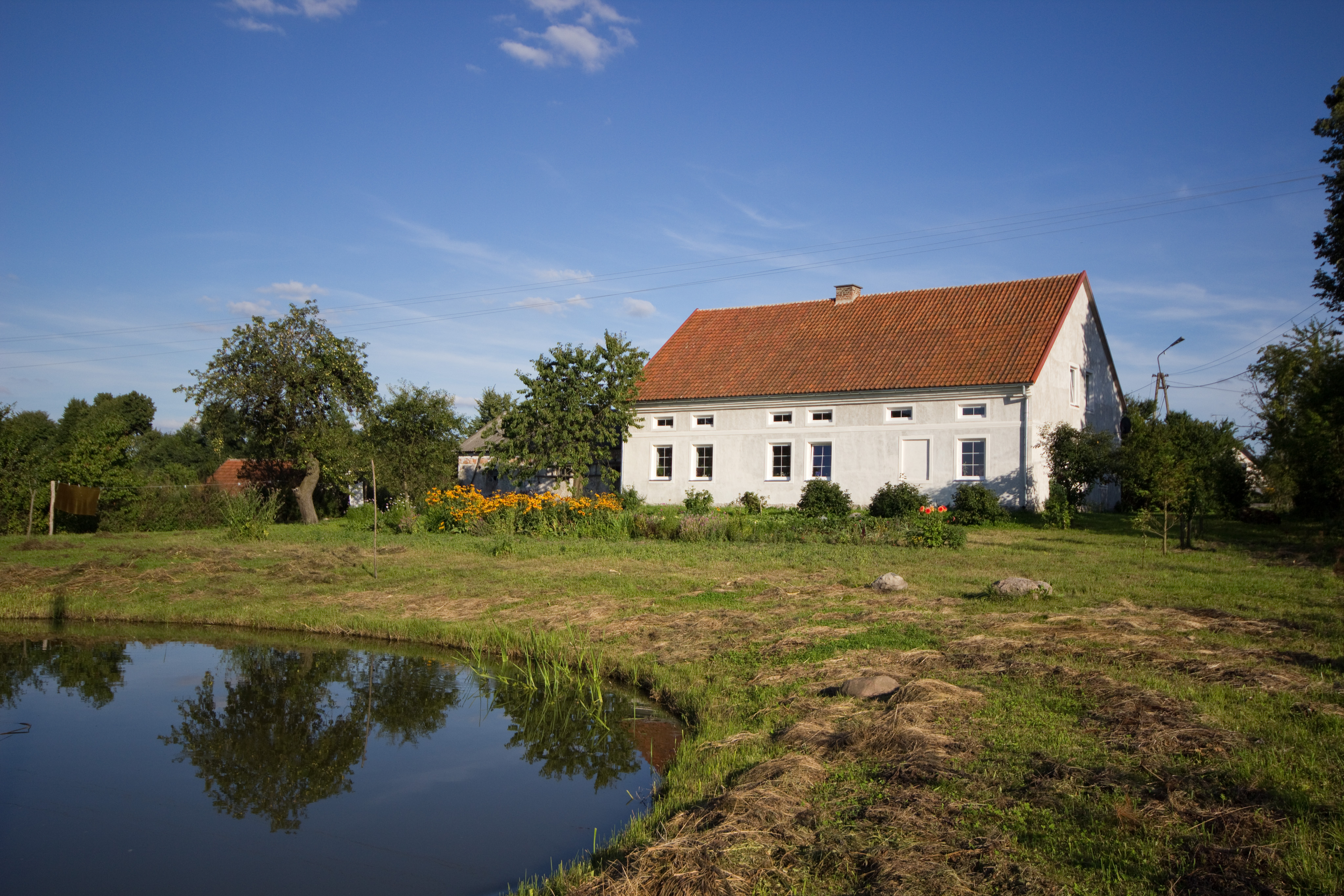
Samolubie